# 小行星8930
小行星8930（英語：8930 Kubota）是一颗围绕太阳公转的小行星。1997年1月6日，小林隆男在大泉天文台发现了此天体。
这颗小行星的绝对星等为81.15272730015413等。